# Говард Кук
Сер Говард Фелікс Ганлан Кук (англ. Howard Felix Hanlan Cooke; 13 листопада 1915, Сент-Джеймс, Ямайка — 11 липня 2014, Кінгстон, Ямайка) — ямайський державний діяч, генерал-губернатор Ямайки з 1 серпня 1991 по 15 лютого 2006 року.

## Життєпис
Закінчив учительський коледж у Mico і Лондонський університет. Протягом 23 років займався педагогічною діяльністю, був директором школи Belle Castle All-Age School, Порт-Антоніо верхньої школи і школи для хлопчиків Montego Bay Boys 'School. Обирався президентом Союзу вчителів Ямайки.
У 1938 р став наймолодшим членом керівного комітету Народної національної партії. У 1958 р, після утворення Лейбористської партії Федерації Вест-Індії, був обраний членом парламенту.
Був сенатором (1962—1967); членом Палати представників (1967—1980); займав посади міністра пенсій і соціального забезпечення, міністра освіти, міністра праці та державної служби в уряді Майкла Менлі (1972—1980), Президент Сенату Ямайки і голова парламентської асоціації країн Співдружності (1989—1991). У 1991 році змінив на посаді генерал-губернатора Ямайки Едвард Закка. Через 15 років його змінив на цій посаді Кеннет Холл.
В останні роки, він був секретарем і головою культурного комітету товариства Св. Джеймса, старшим пресвітером і проповідником Об'єднаної церкви на Ямайці і Кайманових островах. У 1991 року королевою Єлизаветою II був зведений у лицарське звання.
Помер на 99 році життя 11 липня 2014 року в столиці Ямайки Кінгстоні.